# Ґлязноти
Ґлязноти (пол. Glaznoty, нім. Marienfelde) — село в Польщі, у гміні Оструда Острудського повіту Вармінсько-Мазурського воєводства.
Населення — 114 осіб (2011).

## Демографія
Демографічна структура станом на 31 березня 2011 року:
|          | Загалом | Допрацездатний вік | Працездатний вік | Постпрацездатний вік |
| -------- | ------- | ------------------ | ---------------- | -------------------- |
| Чоловіки | 52      | 9                  | 36               | 7                    |
| Жінки    | 62      | 12                 | 39               | 11                   |
| Разом    | 114     | 21                 | 75               | 18                   |